# Satz von Nielsen-Schreier
Der Satz von Nielsen-Schreier ist ein grundlegendes Ergebnis der kombinatorischen Gruppentheorie,
eines Teilgebiets der Mathematik, das sich mit diskreten (zumeist unendlichen) Gruppen beschäftigt.
Der Satz besagt, dass in einer freien Gruppe jede Untergruppe frei ist.
Neben dieser qualitativen Aussage stellt die quantitative Fassung eine Beziehung her zwischen dem Index und dem Rang einer Untergruppe.
Dies hat die überraschende Konsequenz, dass eine freie Gruppe vom Rang {\displaystyle r\geq 2}
Untergruppen von jedem beliebigen Rang {\displaystyle k\in \mathbb {N} } und sogar von (abzählbar) unendlichem Rang hat.
Der Satz kann besonders elegant und anschaulich mit Hilfe algebraisch-topologischer Methoden
bewiesen werden, mittels Fundamentalgruppe und Überlagerungen von Graphen.

## Aussage des Satzes
Ist {\displaystyle F} eine freie Gruppe, dann ist jede Untergruppe {\displaystyle U} von {\displaystyle F} ebenfalls frei.
Hat die Untergruppe endlichen Index, so gilt zusätzlich folgende quantitative Aussage:
Ist {\displaystyle F} eine freie Gruppe vom Rang {\displaystyle r} und ist {\displaystyle U}
eine Untergruppe von endlichem Index {\displaystyle n}, dann ist {\displaystyle U} frei vom Rang {\displaystyle 1+n(r-1)}.
Dies ist auch für {\displaystyle r=\infty } richtig.

## Beweise
Der Satz lässt sich wahlweise mit algebraischen oder topologischen Argumenten beweisen.
Ein rein algebraischer Beweis findet sich im unten angegebenen Lehrbuch von Robinson.
Der topologische Beweis gilt als besonders elegant und soll im Folgenden skizziert werden.
Er benutzt auf raffinierte Weise die Darstellung freier Gruppen als Fundamentalgruppen von Graphen und ist ein Paradebeispiel für die fruchtbare Wechselwirkung zwischen Algebra und Topologie.

### Freie Gruppen als Fundamentalgruppen von Graphen
Sei {\displaystyle \Gamma } ein zusammenhängender Graph.

Graph mit Spannbaum (schwarz) und verbleibenden Kanten (rot). Letztere erzeugen frei die Fundamentalgruppe des Graphen. Als Beispiel gelb eingezeichnet ist der zur Kante gehörige Erzeuger.

Diesen realisieren wir als topologischen Raum, wobei jede Kante einem Weg zwischen den angrenzenden Ecken entspricht.
Die entscheidende Feststellung ist nun, dass die Fundamentalgruppe {\displaystyle \pi _{1}(\Gamma ,*)} eine freie Gruppe ist.
Um dieses Ergebnis explizit zu machen und damit auch zu beweisen, wählt man einen maximalen Baum
{\displaystyle T\subset \Gamma }, also einen Baum, der alle Ecken von {\displaystyle \Gamma } enthält.
Die verbleibenden Kanten {\displaystyle S=\Gamma \setminus T} liefern eine Basis von {\displaystyle \pi _{1}(\Gamma ,*)},
indem man für jede Kante {\displaystyle s\in S} einen Weg {\displaystyle w_{s}} wählt, der vom Fußpunkt {\displaystyle *}
im Baum {\displaystyle T} bis zur Kante {\displaystyle s} läuft, diese überquert und anschließend
in {\displaystyle T} wieder zum Fußpunkt zurückkehrt. (Man wählt als Fußpunkt zweckmäßigerweise
eine Ecke von {\displaystyle \Gamma }; diese liegt dann automatisch in jedem maximalen Baum {\displaystyle T}.)
Die Tatsache, dass die Homotopieklassen {\displaystyle [w_{s}]} mit {\displaystyle s\in S}
eine Basis von {\displaystyle \pi _{1}(\Gamma ,*)} bilden, kann man mittels kombinatorischer
Homotopie beweisen, oder durch explizite Konstruktion der universellen Überlagerung des Graphen {\displaystyle \Gamma }.
Dieses Ergebnis können wir quantitativ fassen, wenn {\displaystyle \Gamma }
ein endlicher Graph mit {\displaystyle e} Ecken und {\displaystyle k} Kanten ist.
Er hat dann die Euler-Charakteristik {\displaystyle \chi (\Gamma )=e-k}.
Jeder maximale Baum {\displaystyle T\subset \Gamma } enthält dann genau {\displaystyle e} Ecken
und {\displaystyle e-1} Kanten, und hat insbesondere die Euler-Charakteristik {\displaystyle \chi (T)=1}.
Es verbleiben die Kanten {\displaystyle \Gamma \setminus T=\{x_{1},\dots ,x_{r}\}} und deren Anzahl ist {\displaystyle r=k-e+1=1-\chi (\Gamma )}.
Die Fundamentalgruppe {\displaystyle \pi _{1}(\Gamma ,*)} ist demnach eine freie Gruppe vom Rang {\displaystyle r=1-\chi (\Gamma )}.

### Topologischer Beweis des Satzes von Nielsen-Schreier
Qualitative Fassung:
Jede freie Gruppe {\displaystyle F} lässt sich darstellen als Fundamentalgruppe {\displaystyle \pi _{1}(\Gamma ,*)} eines Graphen {\displaystyle \Gamma }.
Zu jeder Untergruppe {\displaystyle U\subset F} gehört eine Überlagerung {\displaystyle {\tilde {\Gamma }}\to \Gamma }.
Der Überlagerungsraum {\displaystyle {\tilde {\Gamma }}} ist dann wieder ein Graph,
also ist die Gruppe {\displaystyle U=\pi _{1}({\tilde {\Gamma }},*)} frei.
Quantitative Fassung:
Jede freie Gruppe {\displaystyle F} von endlichem Rang {\displaystyle r} lässt sich darstellen als Fundamentalgruppe
{\displaystyle \pi _{1}(\Gamma ,*)} eines endlichen Graphen {\displaystyle \Gamma } mit Euler-Charakteristik {\displaystyle \chi (\Gamma )=1-r}.
Zu jeder Untergruppe {\displaystyle U\subset F} von Index {\displaystyle n} gehört dann
eine {\displaystyle n}-blättrige Überlagerung {\displaystyle {\tilde {\Gamma }}\to \Gamma }.
Der überlagernde Graph {\displaystyle {\tilde {\Gamma }}} hat also die Euler-Charakteristik {\displaystyle \chi ({\tilde {\Gamma }})=n\chi (\Gamma )=n(1-r)},
und die Gruppe {\displaystyle U=\pi _{1}({\tilde {\Gamma }},*)} ist demnach frei vom Rang {\displaystyle 1-\chi ({\tilde {\Gamma }})=1-n(1-r)=1+n(r-1)}.

### Geometrischer Beweis des Satzes von Nielsen-Schreier
Eine Gruppenoperation auf einem ungerichteten Graphen, also ein Homomorphismus in die Automorphismengruppe eines Graphen, heißt frei, wenn jedes vom neutralen Element verschiedene Gruppenelement frei operiert. Letzteres bedeutet, dass kein Knoten und keine Kante bei der Operation erhalten bleiben. Im geometrischen Beweis zeigt man, dass eine Gruppe genau dann frei ist, wenn sie eine freie Gruppenoperation auf einem Baum besitzt. Der Satz von Nielsen-Schreier ist nun ein einfaches Korollar, denn diese Charakterisierung freier Gruppen überträgt sich offenbar auf Untergruppen.

## Folgerungen

### Untergruppen der ganzen Zahlen
Für den Rang {\displaystyle r=0} ist {\displaystyle F} die triviale Gruppe,
die nur aus dem neutralen Element besteht, und die Aussage des Satzes ist leer.
Die erste interessante Aussage finden wir im Rang {\displaystyle r=1}.
Hier ist {\displaystyle F\cong \mathbb {Z} } die freie abelsche Gruppe, und
wir finden die Klassifikation der Untergruppen von {\displaystyle \mathbb {Z} } wieder:
Die triviale Untergruppe {\displaystyle \{0\}} ist frei vom Rang {\displaystyle 0},
jede andere Untergruppe {\displaystyle I\subset \mathbb {Z} } ist von der Form {\displaystyle I=\langle n\rangle }
vom Index {\displaystyle n} und selbst wieder frei abelsch vom Rang {\displaystyle 1}.
Diese einfache Aussage kann auch ohne den Satz von Nielsen-Schreier bewiesen werden, zeigt aber, was im Spezialfall {\displaystyle F\cong \mathbb {Z} } in ihm steckt.

### Untergruppen nicht-abelscher freier Gruppen
Für eine freie Gruppe {\displaystyle F} vom Rang {\displaystyle r\geq 2} folgt aus dem (quantitativen) Satz von Nielsen-Schreier,
dass {\displaystyle F} freie Untergruppen von beliebigem endlichen Rang enthält.
Es genügt, dies für die von 2 Elementen erzeugte Gruppe {\displaystyle F_{2}} zu zeigen, da diese in allen von {\displaystyle r\geq 2} Elementen erzeugten freien Gruppen enthalten ist. Bildet man die beiden Erzeuger von {\displaystyle F_{2}} auf den Erzeuger der zyklischen Gruppe {\displaystyle Z_{n}} ab, so erhält man aus der definierenden Eigenschaft der freien Gruppe einen surjektiven Gruppenhomomorphismus {\displaystyle \varphi :F_{2}\rightarrow \mathbb {Z} _{n}}. Nach dem Homomorphiesatz ist {\displaystyle F_{2}/\mathrm {ker} (\varphi )\cong \mathbb {Z} _{n}}, das heißt die Untergruppe {\displaystyle \mathrm {ker} (\varphi )\subset F_{2}} hat den Index {\displaystyle n}. Sie ist nach der quantitativen Aussage des Satzes von Nielsen-Schreier daher isomorph zur von {\displaystyle 1+n} Elementen erzeugten freien Gruppe.
Man kann in {\displaystyle F_{2}} sogar eine Untergruppe von abzählbar unendlichem Rang konstruieren.
Diese erstaunliche Eigenschaft steht im Gegensatz zu freien abelschen Gruppen
(wo der Rang einer Untergruppe stets kleiner oder gleich dem Rang der gesamten Gruppe ist)
oder Vektorräumen über einem Körper (wo die Dimension eines Unterraums stets kleiner oder gleich der Dimension des gesamten Raums ist).

### Untergruppen endlich erzeugter Gruppen
Der Satz von Nielsen-Schreier handelt zwar zunächst nur von freien Gruppen,
seine quantitative Fassung hat aber auch interessante Konsequenzen für beliebige, endliche erzeugte Gruppen.
Ist eine Gruppe {\displaystyle G} endlich erzeugt, von einer Familie mit {\displaystyle r} Elementen aus {\displaystyle G},
und ist {\displaystyle H\subset G} eine Untergruppe von endlichem Index {\displaystyle n},
dann hat auch {\displaystyle H} ein endliches Erzeugendensystem mit höchstens {\displaystyle 1+n(r-1)} Elementen.
Wie schon im Fall freier Gruppen muss man im Allgemeinen also damit rechnen,
dass eine Untergruppe {\displaystyle H\subset G} mehr Erzeuger benötigt als die gesamte Gruppe {\displaystyle G}.

## Geschichte
Der Satz ist benannt nach den Mathematikern Jakob Nielsen und Otto Schreier und verallgemeinert einen Satz von Richard Dedekind, dass Untergruppen freier abelscher Gruppen freie abelsche Gruppen sind, auf den nicht-abelschen Fall. Er wurde 1921 von Nielsen bewiesen, zunächst allerdings nur für freie Untergruppen von endlichem Rang (endlich erzeugte freie Untergruppen).
Schreier konnte diese Einschränkung 1927 aufheben, und den Satz auf beliebige freie Gruppen verallgemeinern.
Max Dehn erkannte die Beziehungen zur algebraischen Topologie und gab nach dem Nachruf auf Dehn von Ruth Moufang und Wilhelm Magnus als erster einen topologischen Beweis des Satzes von Nielsen-Schreier (unveröffentlicht). Eine Darstellung des Beweises mit Hilfe von Graphen gibt auch Otto Schreier in seiner Abhandlung von 1927 (wobei er den Graphen Nebengruppenbild nennt und ihn als Erweiterung des Dehnschen Gruppenbildes von 1910 auffasst). Weitere topologische Beweise stammen von Reinhold Baer und Friedrich Levi und Jean-Pierre Serre. Kurt Reidemeister stellte die Verbindung freier Gruppen mit geometrischer Topologie 1932 in seinem Lehrbuch über kombinatorische Topologie dar.